# Nord LB Open 2003
Il Nord LB Open 2003 è stato un torneo di tennis facente parte della categoria ATP Challenger Series nell'ambito dell'ATP Challenger Series 2003. Il torneo si è giocato a Braunschweig in Germania dal 16 al 22 giugno 2003 su campi in terra rossa.

## Vincitori

### Singolare
Werner Eschauer ha battuto in finale  Igor' Andreev con il punteggio di 6–1, 7–6(2)

### Doppio
Sebastián Prieto /  Jim Thomas hanno battuto in finale  Juan Ignacio Carrasco /  Albert Montañés con il punteggio di 4–6, 6–1, 6–4